# شهرستان پارک (کلرادو)
شهرستان پارک، کلرادو (به انگلیسی: Park County, Colorado) یک سکونتگاه مسکونی در ایالات متحده آمریکا است که در کلرادو واقع شده‌است.

## خصوصیات
شهرستان پارک ۵٬۷۲۶٫۵ کیلومترمربع مساحت دارد.